# Arachosia
Arachosia és un gènere d'aranyes araneomorfes de la família dels anifènids (Anyphaenidae).

## Taxonomia
Hi ha 27 espècies reconegudes dins el gènere Arachosia:
- Arachosia albiventris Mello-Leitão, 1922 i c g s
- Arachosia anyphaenoides O. P.-Cambridge, 1882 i c g s
- Arachosia arachosia Mello-Leitão, 1922 i c g s
- Arachosia avalosi Rubio & Ramírez, 2015 c g s
- Arachosia bergi (Simon, 1880) i c g s
- Arachosia bifasciata (Mello-Leitão, 1922) i c g s
- (Arachosia bonneti) (Mello-Leitão, 1947) i
- Arachosia carancho Rubio & Ramírez, 2015 c g s
- Arachosia cubana (Banks, 1909) i c g b s
- (Arachosia dubia) (Berland, 1913) i g
- (Arachosia duplovittata) (Mello-Leitão, 1942) i g
- Arachosia freiburgensis Keyserling, 1891 i c g s
- Arachosia honesta Keyserling, 1891 i c g s
- Arachosia kapiipeoi Rubio & Ramírez, 2015 c g s
- Arachosia magna Rubio & Ramírez, 2015 c g s
- (Arachosia mezenioides) Mello-Leitão, 1922 i
- Arachosia minensis (Mello-Leitão, 1926) i c g s
- Arachosia monserrate Rubio & Ramírez, 2015 c g s
- Arachosia oblonga (Keyserling, 1878) i c g s
- Arachosia pinhalito Rubio & Ramírez, 2015 c g s
- (Arachosia polytrichia) (Mello-Leitão, 1922) i g
- Arachosia praesignis (Keyserling, 1891) i c g s
- Arachosia proseni (Mello-Leitão, 1944) i c s
- Arachosia puta O. P.-Cambridge, 1892 i c g s
- Arachosia striata (Keyserling, 1891) i c g s
- (Arachosia sulfurea) Mello-Leitão, 1922 i g
- Arachosia tungurahua Rubio & Ramírez, 2015 c g s

Fonts de dades: i = ITIS, c = catlife, GBIF = de g, b = gbif, s = World Spider Catalog

Els noms en parèntesi poden no ser vàlids.